# Theatrum orbis terrarum

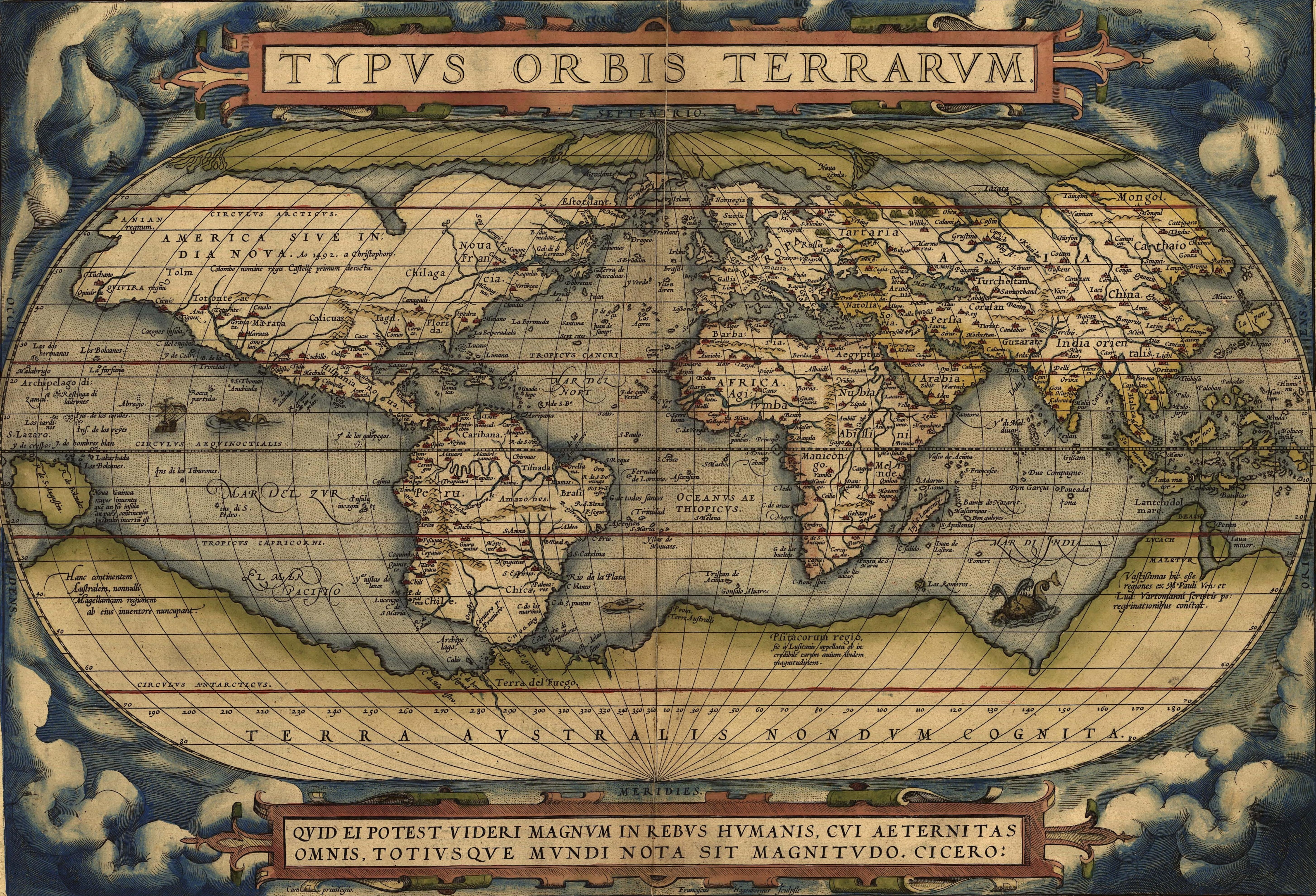
Mapa świata z Theatrum orbis terrarum

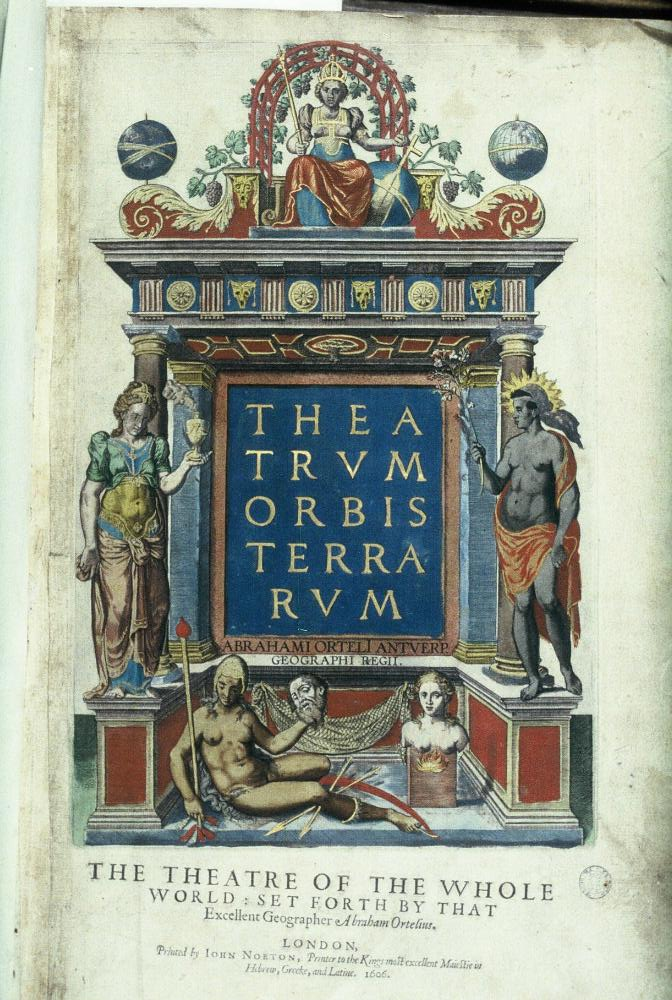
Strona tytułowa wydania z 1606 roku

Theatrum orbis terrarum (Teatr świata) – pierwszy, nowożytny atlas świata, wydany w Antwerpii 20 maja 1570 roku. Jego autorem jest kartograf Abraham Ortelius. 
Ortelius regularnie poprawiał i rozbudowywał atlas, wydając łącznie 31 edycji w różnych formatach, aż do swojej śmierci w 1598 roku. 
W rezultacie opublikowano 70 map i 87 odniesień bibliograficznych w pierwszym wydaniu w 1570 roku, a 167 map i 183 odniesień w 1612 roku (dostępna kopia cyfrowa).